# Facultatea de Design a Universității Tehnice a Moldovei
Facultatea de Design este una dintre facultățile Universității Tehnice a Moldovei.

## Istorie
Facultatea de Industrie Ușoară ca subdiviziune de instruire a cadrelor inginerești și-a început activitatea la 2 februarie 1995, odată cu transferul la Universitatea Tehnică a Moldovei a dlui Constantin Spînu, doctor în studiul artelor, cercetător științific superior la Institutul de Istoria și Teoria Artelor al Academiei de Științe a Moldovei. 
Noiembrie 1995 - Constituirea a 3 catedre noi în baza corpului profesoral-didactic al existentei Catedre Tehnologia și Proiectarea Constructivă a Confecțiilor (TPCC) au fost constituite trei catedre noi: Tehnologia Confecțiilor din Țesături și Tricoturi (TCȚT), Modelarea Confecțiilor din Țesături și Tricoturi (MCȚT), Bazele Designului și Creației Tehnice (BDCT).
1998 - Catedra — Modelarea și Tehnologia Confecțiilor din Piele (MTCP) șef al catedrei a fost numită Valentina Bulgaru, doctor în științe tehnice.
1999 - Apariția specialității Inginerie și management în industria ușoară.
2005 - Catedra Bazele Designului și Creației Tehnice a fost divizată în două Catedre: Design și Tehnologii Poligrafice (DTP), șef catedră — dr. Viorica Scobioală și Design vestimentar (DV), șef catedră — Elena Musteață.
2012 - Apariția specialității Arte decorative  Catedra responsabilă —DV. 
2015 - Inaugurarea Centrului de Excelență și Accelerare în Design și Tehnologii.
Februarie 2019 - În februarie 2019, în urma comasării departamentelor: Modelarea și Tehnologia Confecțiilor Textile și din Piele, Design Vestimentar și Design și Tehnologii Poligrafice s-a format Departamentul Design și Tehnologii în Textile și Poligrafie.
Pe 14 iulie 2022, a intrat în vigoare Ordinul rectorului UTM, nr. 379-r din 11.07.2022 „Cu privire la reorganizarea și redenumirea Facultății Textile și Poligrafie”, care stipulează redenumirea Facultății de Textile și Poligrafie în Facultatea de Design

## Studii

### Programe de studii licență:
- Designul jocurilor
- Design și Tehnologii Poligrafice
- Design Vestimentar Industrial
- Tehnologia și Designul Confecțiilor Textile
- Design Industrial